# Llista d'asteroides/1901–2000
| Nom                   | Designació provisional | Data de descobriment    | Descobridor/s                                          |
| --------------------- | ---------------------- | ----------------------- | ------------------------------------------------------ |
| 1901 Moravia          | 1972 AD                | 14 de gener del 1972    | L. Kohoutek                                            |
| 1902 Shaposhnikov     | 1972 HU                | 18 d'abril del 1972     | T. M. Smirnova                                         |
| 1903 Adzhimushkaj     | 1972 JL                | 9 de maig del 1972      | T. M. Smirnova                                         |
| 1904 Massevitch       | 1972 JM                | 9 de maig del 1972      | T. M. Smirnova                                         |
| 1905 Ambartsumian     | 1972 JZ                | 14 de maig del 1972     | T. M. Smirnova                                         |
| 1906 Naef             | 1972 RC                | 5 de setembre del 1972  | P. Wild                                                |
| 1907 Rudneva          | 1972 RC2               | 11 de setembre del 1972 | Nikolai Txernikh                                       |
| 1908 Pobeda           | 1972 RL2               | 11 de setembre del 1972 | N. S. Chernykh                                         |
| 1909 Alekhin          | 1972 RW2               | 4 de setembre del 1972  | L. V. Zhuravleva                                       |
| 1910 Mikhailov        | 1972 TZ1               | 8 d'octubre del 1972    | L. V. Zhuravleva                                       |
| 1911 Schubart         | 1973 UD                | 25 d'octubre del 1973   | P. Wild                                                |
| 1912 Anubis           | 6534 P-L               | 24 de setembre del 1960 | C. J. van Houten, I. van Houten-Groeneveld, T. Gehrels |
| 1913 Sekanina         | 1928 SF                | 22 de setembre del 1928 | K. Reinmuth                                            |
| 1914 Hartbeespoortdam | 1930 SB1               | 28 de setembre del 1930 | H. van Gent                                            |
| 1915 Quetzálcoatl     | 1953 EA                | 9 de març del 1953      | A. G. Wilson                                           |
| 1916 Boreas           | 1953 RA                | 1 de setembre del 1953  | S. J. Arend                                            |
| 1917 Cuyo             | 1968 AA                | 1 de gener del 1968     | C. U. Cesco, A. G. Samuel                              |
| 1918 Aiguillon        | 1968 UA                | 19 d'octubre del 1968   | G. Soulié                                              |
| 1919 Clemence         | 1971 SA                | 16 de setembre del 1971 | J. Gibson, C. U. Cesco                                 |
| 1920 Sarmiento        | 1971 VO                | 11 de novembre del 1971 | J. Gibson, C. U. Cesco                                 |
| 1921 Pala             | 1973 SE                | 20 de setembre del 1973 | T. Gehrels                                             |
| 1922 Zulu             | 1949 HC                | 25 d'abril del 1949     | E. L. Johnson                                          |
| 1923 Osiris           | 4011 P-L               | 24 de setembre del 1960 | C. J. van Houten, I. van Houten-Groeneveld, T. Gehrels |
| 1924 Horus            | 4023 P-L               | 24 de setembre del 1960 | C. J. van Houten, I. van Houten-Groeneveld, T. Gehrels |
| 1925 Franklin-Adams   | 1934 RY                | 9 de setembre del 1934  | H. van Gent                                            |
| 1926 Demiddelaer      | 1935 JA                | 2 de maig del 1935      | E. Delporte                                            |
| 1927 Suvanto          | 1936 FP                | 18 de març del 1936     | R. Suvanto                                             |
| 1928 Summa            | 1938 SO                | 21 de setembre del 1938 | Y. Väisälä                                             |
| 1929 Kollaa           | 1939 BS                | 20 de gener del 1939    | Y. Väisälä                                             |
| 1930 Lucifer          | 1964 UA                | 29 d'octubre del 1964   | E. Roemer                                              |
| 1931 Čapek            | 1969 QB                | 22 d'agost del 1969     | L. Kohoutek                                            |
| 1932 Jansky           | 1971 UB1               | 26 d'octubre del 1971   | L. Kohoutek                                            |
| 1933 Tinchen          | 1972 AC                | 14 de gener del 1972    | L. Kohoutek                                            |
| 1934 Jeffers          | 1972 XB                | 2 de desembre del 1972  | A. R. Klemola                                          |
| 1935 Lucerna          | 1973 RB                | 2 de setembre del 1973  | P. Wild                                                |
| 1936 Lugano           | 1973 WD                | 24 de novembre del 1973 | P. Wild                                                |
| 1937 Locarno          | 1973 YA                | 19 de desembre del 1973 | P. Wild                                                |
| 1938 Lausanna         | 1974 HC                | 19 d'abril del 1974     | P. Wild                                                |
| 1939 Loretta          | 1974 UC                | 17 d'octubre del 1974   | C. T. Kowal                                            |
| 1940 Whipple          | 1975 CA                | 2 de febrer del 1975    | Harvard Observatory                                    |
| 1941 Wild             | 1931 TN1               | 6 d'octubre del 1931    | K. Reinmuth                                            |
| 1942 Jablunka         | 1972 SA                | 30 de setembre del 1972 | L. Kohoutek                                            |
| 1943 Anteros          | 1973 EC                | 13 de març del 1973     | J. Gibson                                              |
| 1944 Günter           | 1925 RA                | 14 de setembre del 1925 | K. Reinmuth                                            |
| 1945 Wesselink        | 1930 OL                | 22 de juliol del 1930   | H. van Gent                                            |
| 1946 Walraven         | 1931 PH                | 8 d'agost del 1931      | H. van Gent                                            |
| 1947 Iso-Heikkilä     | 1935 EA                | 4 de març del 1935      | Y. Väisälä                                             |
| 1948 Kampala          | 1935 GL                | 3 d'abril del 1935      | C. Jackson                                             |
| 1949 Messina          | 1936 NE                | 8 de juliol del 1936    | C. Jackson                                             |
| 1950 Wempe            | 1942 EO                | 23 de març del 1942     | K. Reinmuth                                            |
| 1951 Lick             | 1949 OA                | 26 de juliol del 1949   | C. A. Wirtanen                                         |
| 1952 Hesburgh         | 1951 JC                | 3 de maig del 1951      | Universitat d'Indiana                                  |
| 1953 Rupertwildt      | 1951 UK                | 29 d'octubre del 1951   | Universitat d'Indiana                                  |
| 1954 Kukarkin         | 1952 PH                | 15 d'agost del 1952     | P. F. Shajn                                            |
| 1955 McMath           | 1963 SR                | 22 de setembre del 1963 | Universitat d'Indiana                                  |
| 1956 Artek            | 1969 TX1               | 8 d'octubre del 1969    | L. I. Chernykh                                         |
| 1957 Angara           | 1970 GF                | 1 d'abril del 1970      | L. I. Chernykh                                         |
| 1958 Chandra          | 1970 SB                | 24 de setembre del 1970 | C. U. Cesco                                            |
| 1959 Karbyshev        | 1972 NB                | 14 de juliol del 1972   | L. V. Zhuravleva                                       |
| 1960 Guisan           | 1973 UA                | 25 d'octubre del 1973   | P. Wild                                                |
| 1961 Dufour           | 1973 WA                | 19 de novembre del 1973 | P. Wild                                                |
| 1962 Dunant           | 1973 WE                | 24 de novembre del 1973 | P. Wild                                                |
| 1963 Bezovec          | 1975 CB                | 9 de febrer del 1975    | L. Kohoutek                                            |
| 1964 Luyten           | 2007 P-L               | 24 de setembre del 1960 | C. J. van Houten, I. van Houten-Groeneveld, T. Gehrels |
| 1965 van de Kamp      | 2521 P-L               | 24 de setembre del 1960 | C. J. van Houten, I. van Houten-Groeneveld, T. Gehrels |
| 1966 Tristan          | 2552 P-L               | 24 de setembre del 1960 | C. J. van Houten, I. van Houten-Groeneveld, T. Gehrels |
| 1967 Menzel           | A905 VC                | 1 de novembre del 1905  | M. F. Wolf                                             |
| 1968 Mehltretter      | 1932 BK                | 29 de gener del 1932    | K. Reinmuth                                            |
| 1969 Alain            | 1935 CG                | 3 de febrer del 1935    | S. J. Arend                                            |
| 1970 Sumeria          | 1954 ER                | 12 de març del 1954     | M. Itzigsohn                                           |
| 1971 Hagihara         | 1955 RD1               | 14 de setembre del 1955 | Universitat d'Indiana                                  |
| 1972 Yi Xing          | 1964 VQ1               | 9 de novembre del 1964  | Purple Mountain Observatory                            |
| 1973 Colocolo         | 1968 OA                | 18 de juliol del 1968   | C. Torres, S. Cofre                                    |
| 1974 Caupolican       | 1968 OE                | 18 de juliol del 1968   | C. Torres, S. Cofre                                    |
| 1975 Pikelner         | 1969 PH                | 11 d'agost del 1969     | L. I. Chernykh                                         |
| 1976 Kaverin          | 1970 GC                | 1 d'abril del 1970      | L. I. Chernykh                                         |
| 1977 Shura            | 1970 QY                | 30 d'agost del 1970     | T. M. Smirnova                                         |
| 1978 Patrice          | 1971 LD                | 13 de juny del 1971     | Perth Observatory                                      |
| 1979 Sakharov         | 2006 P-L               | 24 de setembre del 1960 | C. J. van Houten, I. van Houten-Groeneveld, T. Gehrels |
| 1980 Tezcatlipoca     | 1950 LA                | 19 de juny del 1950     | A. G. Wilson, Å. A. E. Wallenquist                     |
| 1981 Midas            | 1973 EA                | 6 de març del 1973      | C. T. Kowal                                            |
| 1982 Cline            | 1975 VA                | 4 de novembre del 1975  | E. F. Helin                                            |
| 1983 Bok              | 1975 LB                | 9 de juny del 1975      | E. Roemer                                              |
| 1984 Fedynskij        | 1926 TN                | 10 d'octubre del 1926   | S. Beljavskij                                          |
| 1985 Hopmann          | 1929 AE                | 13 de gener del 1929    | K. Reinmuth                                            |
| 1986 Plaut            | 1935 SV1               | 28 de setembre del 1935 | H. van Gent                                            |
| 1987 Kaplan           | 1952 RH                | 11 de setembre del 1952 | P. F. Shajn                                            |
| 1988 Delores          | 1952 SV                | 28 de setembre del 1952 | Universitat d'Indiana                                  |
| 1989 Tatry            | 1955 FG                | 20 de març del 1955     | A. Paroubek                                            |
| 1990 Pilcher          | 1956 EE                | 9 de març del 1956      | K. Reinmuth                                            |
| 1991 Darwin           | 1967 JL                | 6 de maig del 1967      | C. U. Cesco, A. R. Klemola                             |
| 1992 Galvarino        | 1968 OD                | 18 de juliol del 1968   | C. Torres, S. Cofre                                    |
| 1993 Guacolda         | 1968 OH1               | 25 de juliol del 1968   | G. A. Plyugin, Yu. A. Belyaev                          |
| 1994 Shane            | 1961 TE                | 4 d'octubre del 1961    | Universitat d'Indiana                                  |
| 1995 Hajek            | 1971 UP1               | 26 d'octubre del 1971   | L. Kohoutek                                            |
| 1996 Adams            | 1961 UA                | 16 d'octubre del 1961   | Universitat d'Indiana                                  |
| 1997 Leverrier        | 1963 RC                | 14 de setembre del 1963 | Universitat d'Indiana                                  |
| 1998 Titius           | 1938 DX1               | 24 de febrer del 1938   | A. Bohrmann                                            |
| 1999 Hirayama         | 1973 DR                | 27 de febrer del 1973   | L. Kohoutek                                            |
| 2000 Herschel         | 1960 OA                | 29 de juliol del 1960   | J. Schubart                                            |